# 中交路橋建設

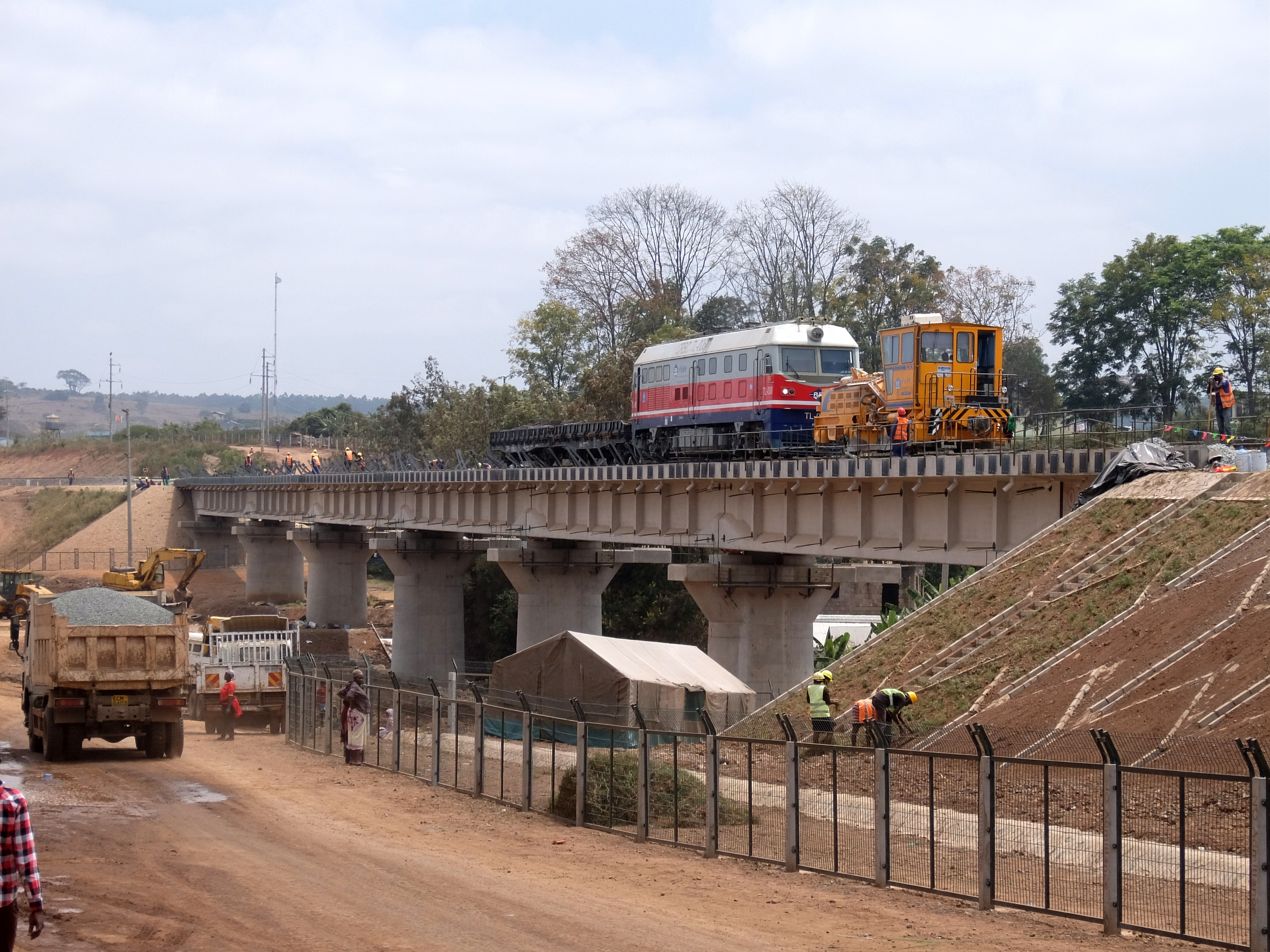
路橋建設一台DF4D机车于肯尼亚内马铁路工地

中交路桥建设有限公司，前称路橋集團國際建設股份有限公司（上交所除牌前：600263，简称：路橋建設），中國交通建設集團的子公司，主要從事中國大陸公路、橋樑、機場、港口、隧道、給排水及其他土木工程建設，並從事築路機械生產製造和銷售業務。公司總資產43.37億人民幣，淨資產15.23億人民幣。基建工程包括上海東海大橋、杭州灣跨海大橋、上海崇明越江通道長江大橋、舟山金塘大橋、德崇扶南运河等。

## 历史
2009年1月，路橋集團遭世界銀行指控在菲律賓一公路項目中參與串標行為，被禁止在8年內投標世銀資助的任何項目。
2018年1月開始建設位於克羅地亞的佩列沙茨大橋，2022年7月26日，大橋正式通車。

## 外部連結
- 路橋建設國際建設股份有限公司 （页面存档备份，存于）
- 佩列沙茨大橋